# علم الإنسان الاجتماعي
علم الإنسان الاجتماعي أو الأنثروبولوجيا الاجتماعية هو من ضمن الفروع الأربعة أو الخمسة التي تؤلف علم الإنسان والذي يدرس كيفية تصرف البشر المعاصرين في مجموعات اجتماعية. وغالبًا ما يقوم باحثو علم الإنسان الاجتماعي بإجراء دراسات ميدانية طويلة الأمد ومكثفة (بما في ذلك الدراسات القائمة على ملاحظات المشاركين) والتنظيم الاجتماعي لشخص معين: والعادات والوضع الاقتصادي والمنظمات السياسية والقانون وتسوية النزاعات وأنماط الاستهلاك والصرف والقرابة وبنية الأسرة والعلاقات بين الجنسين وتربية الأطفال والتنشئة الاجتماعية والدين.
وكذلك يبحث علم الإنسان الاجتماعي في دور معاني الحياة الاجتماعية وأوجه الغموض والتناقض بها وأنماط النشاط الاجتماعي والعنف والنزاع; والمنطق الكامن وراء السلوك الاجتماعي. ويتم تدريب علماء الأنثروبولوجيا الاجتماعية على تفسير السلوك القصصي والشعائري والسلوك الرمزي، ليس كمجرد نص, ولكن متصلاً ومتعلقًا بالعمل والممارسة والسياق التاريخي الوارد به. ويحلل علماء الأنثروبولوجيا الاجتماعية تنوع المواقف ووجهات النظر التي يمكن العثور عليها في أي مجموعة اجتماعية.
ويعتبر علم الإنسان الاجتماعي هو الجزء الأهم من علم الإنسان في جميع أنحاء المملكة المتحدة ورابطة الشعوب البريطانية والعديد من دول أوروبا، حيث يتميز عن علم الإنسان الثقافي  ففي الولايات المتحدة الأمريكية يندرج علم الإنسان الاجتماعي عمومًا ضمن علم الإنسان الثقافي أو تحت المسمى الجديد نسبيًا لـ علم الإنسان الثقافي الاجتماعي، والذي ظهر أولاً في الأدب في خمسينيات القرن العشرين، وظهر على نحو أكثر تواترًا منذ أواخر الستينيات. أما اليوم فيوجد العديد من المتخصصين في علم الإنسان الاجتماعي والثقافي وبعض ممن دمجوا التخصصين في معظم معاهد علم الإنسان. ولذلك فالأسماء الرسمية للوحدات المؤسسية لم تعد تعكس بالضرورة المحتوى الكامل للمناهج التي بداخلها. وقامت بعض هذه المؤسسات، مثل معهد علم الإنسان الاجتماعي والثقافي (أكسفورد) بتغيير اسمها لتعكس التغيير في بنيتها، وقامت مؤسسات أخرى، مثل معه علم الإنسان الاجتماعي في جامعة كينت  باختصار اسمها ليصبح معهد علم الإنسان. واحتفظ معظمها بالاسم الذي تأسست به.

## مقارنة بالأنثروبولوجيا الثقافية
يُطبق مصطلح الأنثروبولوجيا الثقافية بشكل عام على الأعمال الإثنوغرافية (وصف الأعراق البشرية) الشاملة، والموجهة نحو الطرق التي تؤثر بها الثقافة على التجربة الفردية، أو تهدف إلى تقديم رؤية شاملة للمعرفة والعادات والمؤسسات الخاصة بالناس. والأنثروبولوجيا الاجتماعية هو مصطلح ينطبق على الأعمال الإثنوغرافية التي تحاول عزل نظام معين من العلاقات الاجتماعية مثل الحياة المنزلية أو الاقتصاد أو القانون أو السياسة أو الدين، وتعطي أولوية تحليلية للقواعد التنظيمية للحياة الاجتماعية، وتعتبر الظواهر الثقافية ثانوية إلى حد ما بالنسبة للقضايا الرئيسية للبحث العلمي الاجتماعي.
شملت الموضوعات التي تهم علماء الأنثروبولوجيا الاجتماعية العادات، والتنظيم الاقتصادي والسياسي، والقانون وحل النزاعات، وأنماط الاستهلاك والتبادل، والقرابة وبنية الأسرة، والعلاقات بين الجنسين، والإنجاب والتنشئة الاجتماعية، والدين، بينما يهتم علماء الأنثروبولوجيا الاجتماعية الحاليون أيضًا بالقضايا العالمية السياسية، والعنف العرقي، والدراسات الجنسانية، ومنهج عبر الحدودية والتجربة المحلية، والثقافات الناشئة في الفضاء الإلكتروني، ويمكن أن يساعدوا أيضًا في جمع المعارضين معًا عندما تتعارض الاهتمامات البيئية مع التطورات الاقتصادية. وقد قدم علماء الأنثروبولوجيا البريطانيون والأمريكيون الذين درسوا وول ستريت، بما في ذلك جيليان تيت وكارين هو، تفسيرًا بديلًا للأزمة المالية في الفترة 2007-2010 للتفسيرات التقنية المتجذرة في النظرية الاقتصادية والسياسية.
تضاءلت الاختلافات بين الأنثروبولوجيا الاجتماعية والثقافية البريطانية والفرنسية والأمريكية مع زيادة الحوار واستعارة النظريات والأساليب. ويتواجد علماء الأنثروبولوجيا الاجتماعية والثقافية، وبعض الذين يدمجون المجالين، في معظم معاهد الأنثروبولوجيا. وبالتالي فإن الأسماء الرسمية للوحدات المؤسسية لم تعد تعكس بالضرورة محتوى التخصصات التي تغطيها بشكل كامل. فالبعض مثل معهد الأنثروبولوجيا الاجتماعية والثقافية (أكسفورد) غيروا أسماءهم لتعكس التغيير في التكوين؛ والبعض الآخر مثل الأنثروبولوجيا الاجتماعية في جامعة كينت أصبح اسمها ببساطة أنثروبولوجيا. ويحتفظ المعظم بالاسم الذي بدأوا به.
جرى تقليديًا تشجيع البحث النوعي طويل المدى، بما في ذلك الأبحاث الميدانية المكثفة (التأكيد على أساليب ملاحظات المشاركين)، في الأنثروبولوجيا الاجتماعية بدلًا من التحليل الكمي للاستبيانات والدراسات الاستقصائية والزيارات الميدانية القصيرة التي يستخدمها عادة الاقتصاديون وعلماء السياسة و(معظم) علماء الاجتماع.

## المقارنة والتقاطع مع الأنثروبولوجيا المعرفية
تدرس الأنثروبولوجيا المعرفية كيفية تمثيل الناس للأحداث والأشياء في العالم والتفكير فيها. فهي تربط بين عمليات التفكير الإنساني والجوانب المادية والفكرية للثقافة. ويتقاطع نطاق هذين التخصصين في مجال النمو المعرفي. ويوضح الجزء التالي من القسم أهمية بحثهم المشترك لفهم العمليات التي تشكل المجتمع. ويقول السير إدوارد تايلور: «إن الثقافة أو الحضارة، بمعناها الإثنوغرافي الواسع، هي ذلك الكل المعقد الذي يشمل المعرفة، والمعتقد، والفن، والأخلاق، والقانون، والعادات، وأية قدرات وعادات أخرى يكتسبها الإنسان كعضو من المجتمع». وقد جرى دمج مبدأ الإجماع الثقافي في المنطق الكامن وراء نموذج التوافق الثقافي ونماذج أخرى مماثلة كالتي تسعى إلى تقييم آثار الهياكل المعرفية المشتركة على الحياة الاجتماعية والحالة الإنسانية. وبدءًا من بداية التطور المعرفي، يبدو أن الجزء الأكبر من مفاهيم الأنثروبولوجيا الاجتماعية والمعرفية (مثل الاتساق الثقافي، والنماذج الثقافية، وهياكل المعرفة، والمعرفة المشتركة وما إلى ذلك) يعتمد على تفاعلات واسعة الانتشار وغير واعية بين أفراد المجتمع. وتُظهر الأبحاث أن التذكر اللاواعي يزيد من كفاءة التذكر بمرور الوقت، وينتج ثقة أكبر في هذا الفكر. ووفقًا لوجهة النظر السائدة في العلوم الاستعرافية يبدأ الإدراك منذ الولادة (وحتى قبل الولادة) بسبب القوى الدافعة للقصدية المشتركة: استيعاب المعرفة غير الواعية. ولذلك فإن آليات التفاعلات غير الواعية في بداية الحياة، وهي أحد محاور البحث في العلوم المعرفية، أصبحت قضية البحث المركزية في الأنثروبولوجيا الاجتماعية والمعرفية.
يظهر تقاطع آخر بين هذين التخصصين في أبحاث العلوم العصبية. فالميول السلوكية (إضفاء الطابع الخارجي على النماذج الثقافية، والمخططات، وما إلى ذلك) هي نتاج العوامل البيولوجية والثقافية التي تظهر في نمو الدماغ الفردي، والتوصيلات العصبية، والتوازن الكيميائي العصبي. ووفقًا لوجهة النظر السائدة في العلوم العصبية فإن السلوك البشري الملاحظ، في أي سياق، هو الحدث الأخير في سلسلة طويلة من التفاعلات البيولوجية والثقافية. ويخضع تشريح الدماغ للمرونة العصبية ويعتمد على الآليات السياقية (الثقافية) والتاريخية (الخبرة السابقة) لتشكيل النظام العصبي. ومن خلال ربط علم الاجتماع بمنظورات الأنثروبولوجيا والعلوم المعرفية يمكننا تقييم المعرفة الثقافية المشتركة، وفهم العمليات الكامنة وراء الأعراف والمعتقدات الاجتماعية غير المعلنة، بالإضافة إلى دراسة عمليات تشكيل القيم الفردية التي تشكل المجتمعات معًا.

## التركيز الموضوعي والممارسة

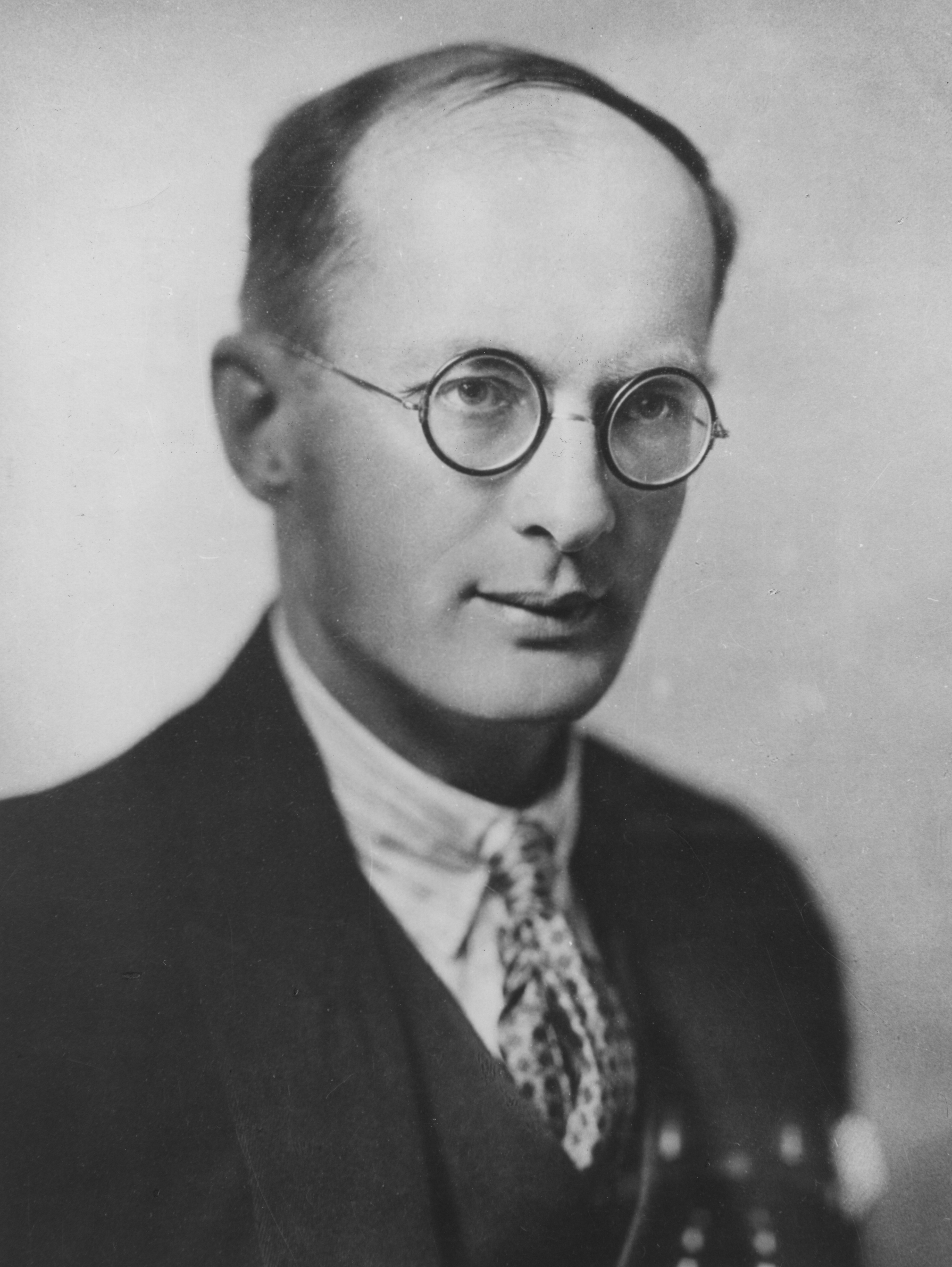
أستاذ الأنثروبولوجيا IMAGELIBRARY

تميز علم الإنسان الاجتماعي عن موضوعات أخرى مثل الاقتصاد أو العلوم السياسية من خلال مداه الشمولي والاهتمام الذي يوليه للتنوع الشامل في المجتمعات والثقافات في جميع أنحاء العالم، والقدرة التي يكتسبها هذا التخصص لإعادة النظر في الافتراضات الأوروبية الأمريكية. ويختلف هذا العلم عن علم الاجتماع، سواء في أساليبه الرئيسية (بناء على الملاحظة طويلة المدى للمشاركين و الكفاءة اللغوية)،  والتزامه بالموضوع والوضوح من خلال الدراسات الدقيقة. ويمتد هذا العلم إلى ما هو أبعد من الظواهر الاجتماعية المحددة إلى مناحٍ أخرى مثل الثقافة والفن والفردية والإدراك. ورغم أن العديد من المتخصصين في علم الإنسان الاجتماعي يستخدمون أساليب كمية (وبخاصة من يتعاملون في أبحاثهم مع موضوعات مثل الاقتصادات المحلية أو علم السكان أو علم البيئة البشرية, أو الإدراك أو موضوع الصحة والمرض),إلا أن المتخصصين في علم الإنسان الاجتماعي يؤكدون بصفة عامة على التحليل النوعي المقترن بالعمل الميداني طويل المدى أكثر من التحليل النوعي للدراسات المسحية والاستطلاعات والزيارات الميدانية الوجيزة التي يستخدمها أغلب الاقتصاديين أو علماء الاجتماع.

### التخصصات
تحولت التخصصات داخل علم الإنسان الاجتماعي مع التغيير الذي طرأ في موضوعاتها الدراسية ومع ظهور نماذج فكرية جديدة؛ ويعد علم الموسيقى وعلم الأجناس البشرية الطبية مثالين للتخصصات الحالية واضحة المعالم.
وتشتمل الجوانب الأكثر حداثة والمنبثقة حاليًا من علم الإنسان الاجتماعي على العلاقة بين التنوع الثقافي والاكتشافات الجديدة في التطور المعرفي والمفاهيم الاجتماعية والأخلاقية للتقنيات الجديدة والأشكال الحديثة لبنية الأسرة وغيرها من الأطر الاجتماعية الجديدة لمفاهيم القرابة والانتشار الاجتماعي المستمر لانتهاء مفاهيم مثل اشتراكية الدولة والسياسات القائمة على التدين والتحليل الدقيق للثقافات والمساءلة.
وقد انتعش هذا الموضوع بفضل مناهج التخصصات الأخرى، بل ودعم علوم مثل الفلسفة (علم الأخلاق والظاهراتية وعلم المنطق)وتاريخ العلوم والتحليل النفسي واللغويات.

### الاعتبارات الأخلاقية
يشتمل هذا الموضوع على أبعاد أخلاقية وانعكاسية. وقد أوضح المحللون أسلوب إدراك الطريقة التي يبتكر بها العلماء الموضوعات لدراستها والطرق التي قد يساهم من خلالها علماء الأنثروبولوجيا أنفسهم في عمليات التغيير في المجتمعات التي يدرسونها. وهناك مثال على ذلك وهو تأثير الهاوثورن، الذي يشير إلى أن الخاضعين للدراسات قد تتغير سلوكياتهم في الاستجابة كرد فعل لإدراكهم أنهم خاضعون للمراقبة والدراسة.

### معلومات تاريخية
يوجد لعلم الإنسان الاجتماعي جذور تاريخية في عدد من المناهج في القرن التاسع عشر، بما في ذلك علم الأعراق ودراسات الفلكلور والأدب الكلاسيكي، وغيرها. (انظر تاريخ علم الإنسان.) ظهرت البادرة الأولى لهذا العلم في عمل إدوارد بيرنت تايلور (Edward Burnett Tylor) وچيمس چورج فريزر (James George Frazer) في أواخر القرن التاسع عشر وتعرض للكثير من التغييرات في كل من الأسلوب والنظرية في الفترة من 1890-1920 مع تأكيد جديد على العمل الميداني الأصلي والدراسة المتكاملة طويلة المدى للسلوك الاجتماعي في البيئات الطبيعية وإدخال النظرية الاجتماعية الفرنسية والألمانية. أكد برونسيلاف مالينوفسكي (Bronislaw Malinowski), أحد أهم العلماء البارزين في علم الإنسان الاجتماعي البريطاني، على أهمية العمل الميداني طويل المدى والذي يعمل فيه علماء الأنثروبولوجيا مع العامة وينخرطون بأنفسهم في الممارسات اليومية للسكان المحليين. وتعززت هذه التطورات من خلال طرح فرانز بواس (Franz Boas) لنظرية المذهب الثقافي النسبي والتي ترجح أن الحضارات تعتمد على أفكار مختلفة حول العالم ويمكن إدراكها بصورة صحيحة فقط من خلال إدراكها من منظور المعايير والقيم الخاصة بها.
وتوجد أقسام لعلم الإنسان الاجتماعي في الجامعات في جميع أنحاء العالم. ويتطور مجال علم الإنسان الاجتماعي بطرق غير متوقعة من قبل مؤسسيه، على سبيل المثال في المجال الفرعي الأساس والديناميكا.

### منذ العشرينيات وحتى الأربعينيات من القرن العشرين
تأسس علم الإنسان الاجتماعي الحديث في بريطانيا في كلية لندن للاقتصاد والعلوم السياسية بعد الحرب العالمية الأولى. واشتملت تأثيراته على الثورة الميثودولوجية التي مهد لها العمل الميداني المرتكز على العمليات لـبرونيسلاف مالينوفسكي (Bronisław Malinowski) في جزر تروبرياند في ميلانيزيا في الفترة من 1915 و1918  و البرنامج النظري لـ ألفريد رادكليف براون (Alfred Radcliffe-Brown) لتنظيم المقارنة المنهجية التي تعتمد على مفهوم العمل الميداني الدقيق ومفهوم النسق الاجتماعي لـعلم الاجتماع لـدوركايم (Durkheim). ومن المفكرين المؤسسين لهذا المجال أيضًا وليام هالس ريفرز (W. H. R. Rivers) و ألفريد هادون كورت (A. C. Haddon), الذي عكس وجهة نظر الباراسيكولوجيا المعاصرة لـ فيلهلم فونت (Wilhelm Wundt) وأدولف باستيان (Adolf Bastian) والسير إدوارد بيرنت تايلور (E. B. Tylor)، الذي عرف علم الإنسان بالعلم الوضعي بعد أوغست كومتي (Auguste Comte). وعرف إدموند ليتش (Edmund Leach) في عام 1962، علم الإنسان الاجتماعي بأنه نوع من علم الاجتماع الدقيق المقارن الذي يعتمد على الدراسات الميدانية المكثفة. ولم يستقر العلماء على رأي موحد ونظرية حول طبيعة العلم والمجتمع، وتعكس آراؤهم وجهات نظر متعارضة بشدة.

### منذ الأربعينيات وحتى الثمانينيات من القرن العشرين
بعد الحرب العالمية الثانية, تشعب علم الإنسان الثقافي الاجتماعي من خلال مجالي الإثنوغرافيا وعلم الأعراق إلى المدرسة الأمريكية في علم الإنسان الثقافي بينما تنوع علم الإنسان الاجتماعي في أوروبا من خلال تغيير مبادئ النسق الاجتماعي، واستقى أفكاره من نظرية الهيكلة لـكلود ليفي شتراوس (Claude Lévi-Strauss) ومن مدرسة مانشستر لـماكس غلوكمان (Max Gluckman)، واشتمل كذلك على دراسة النزاع والتغيير وعلم الإنسان الحديث وشبكات المعلومات. وخلال تلك الفترة شارك غلوكمان كذلك في الخلاف مع عالم الأنثروبولوجيا الأمريكي بول بوهانان (Paul Bohannan) حول علم الأعراق الموضوعي ضمن الدراسة الأنثروبولوجية للقانون. وكان يرى أنه يجب ترجمة المصطلحات القومية التي تستخدم في بيانات علم الأعراق إلى مصطلحات قانونية باللغة الإنجليزية الأمريكية حتى تفيد القارئ. وتأسست جمعية علماء الأنثروبولوجيا الاجتماعية في المملكة المتحدة ورابطة الشعوب البريطانية في عام 1946.

### منذ ثمانينيات من القرن العشرين وحتى الآن
تأسست الجمعية الأوروبية لعلماء الأنثروبولوجيا الاجتماعية (الجمعية الأوروبية لعلماء الأنثروبولوجيا الاجتماعية) في عام 1989 كجمعية تضم الباحثين في لقاء الأعضاء المؤسسين من الأربعة عشر دولة أوروبية، بدعم من مؤسسة وينر جرين للبحث الأنثربيولوجي. تسعى الجمعية إلى تطوير أبحاث علم الإنسان في أوروبا من خلال تنظيم مؤتمرات كل عامين ومن خلال تحرير مجلتها الأكاديمية،  علم الإنسان الاجتماعي/الأنثروبولوجيا الاجتماعية. تهدف أقسام علم الإنسان الاجتماعي في الجامعات المختلفة إلى التركيز على الجوانب المختلفة في المجال. على سبيل المثال، يهتم برنامج علم الإنسان الاجتماعي التابع لجامعة هارفارد بقضايا العولمة والعنف العرقي والدراسات المتعلقة بالجنس والقوميات المترابطة والتجربة المحلية والثقافات الناشئة للفضاء الافتراضي على الإنترنت. ومن الممكن أن يساعد علماء الأنثروبولوجيا على تجميع شمل الخصوم معًا عندما ينشب خلاف بين الاهتمامات البيئية مع التطورات الاقتصادية.

## كتابات أخرى
- Bronislaw Malinowski (1915) The جزر تروبرياند
- (1922) Argonauts of the Western Pacific
- (1929) The Sexual Life of Savages in North-Western Melanesia
- (1935) Coral Gardens and Their Magic: A Study of the Methods of Tilling the Soil and of Agricultural Rites in the Trobriand Islands
- Edmund Leach (1954) Political systems of Highland Burma. London: G. Bell.
- (1982) Social Anthropology
- Thomas H. Eriksen (1985) Social Anthropology, pp. 926–929 in The Social Science Encyclopedia . ISBN:0-7102-0008-0. OCLC:11623683. {{استشهاد بكتاب}}: الوسيط |title= غير موجود أو فارغ (مساعدة)
- Adam Kuper (1996) Anthropology and Anthropologists: The Modern British School . ISBN:0-415-11895-6. OCLC:32509209. {{استشهاد بكتاب}}: الوسيط |title= غير موجود أو فارغ (مساعدة)

## وصلات خارجية
- MASN[<a href="http://movinganthropology.net/">http://movinganthropology.net/</a> - The Moving Anthropology Student Network (MASN)] - website offers tutorials, information on the subject, discussion-forums and a large link-collection for all interested scholars of social anthropology